# Flotare

Animație a unei flotări complete

Flotările, în gimnastică, sunt un tip de exerciții fizice care constau în mișcări ritmice de gimnastică prin care corpul, întins aproape de pământ, este ridicat și coborât prin extensia și îndoirea brațelor aflate cu palmele pe sol. Reprezintă unul din exercițiile de bază în fitness, pentru ambele sexe.

## Tipuri de flotări

Dandul, cunoscut și sub numele de push-up hindus. Aceasta este cea mai de bază versiune, asemănătoare cu cea folosită de Bruce Lee, care s-a referit la aceasta ca o întindere de pisică.

- flotarea de pe genunchi (o variantă mai ușoară)
- flotarea standard
- flotarea cu picioarele ridicate în plan înclinat
- flotarea în mâini (cu sau fără ajutorul unui perete)
- Dandul, cunoscut și sub denumirea de push-up hindus, implică o mișcare mai dinamică a miezului.[3][4]

## Tehnica de execuție a unei flotari standard

### Execuția corectă

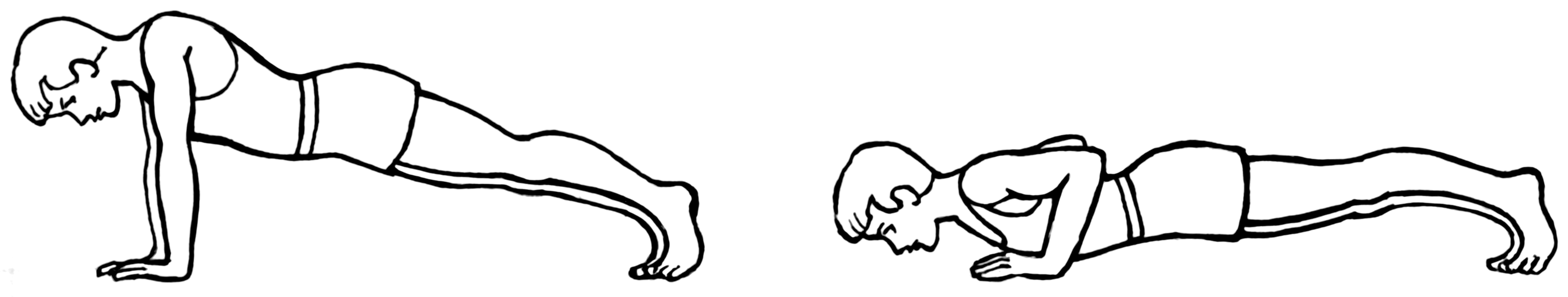
Poziția inițială și poziția după coborâre

- Poziția inițială: corpul întins în linie dreaptă, în sprijin pe degetele de la picioare și pe palmele cu degetele desfăcute, cu brațele în extensie completă și capul în prelungirea corpului. Spatele, fesierii și abdomenul se mențin încordate pe toată durata flotării.
- Coborârea: se execută prin îndoirea brațelor, până când pieptul atinge solul sau ajunge la câțiva cm de acesta.
- Revenirea: se execută prin împingere în brațe, până când coatele devin complet întinse.

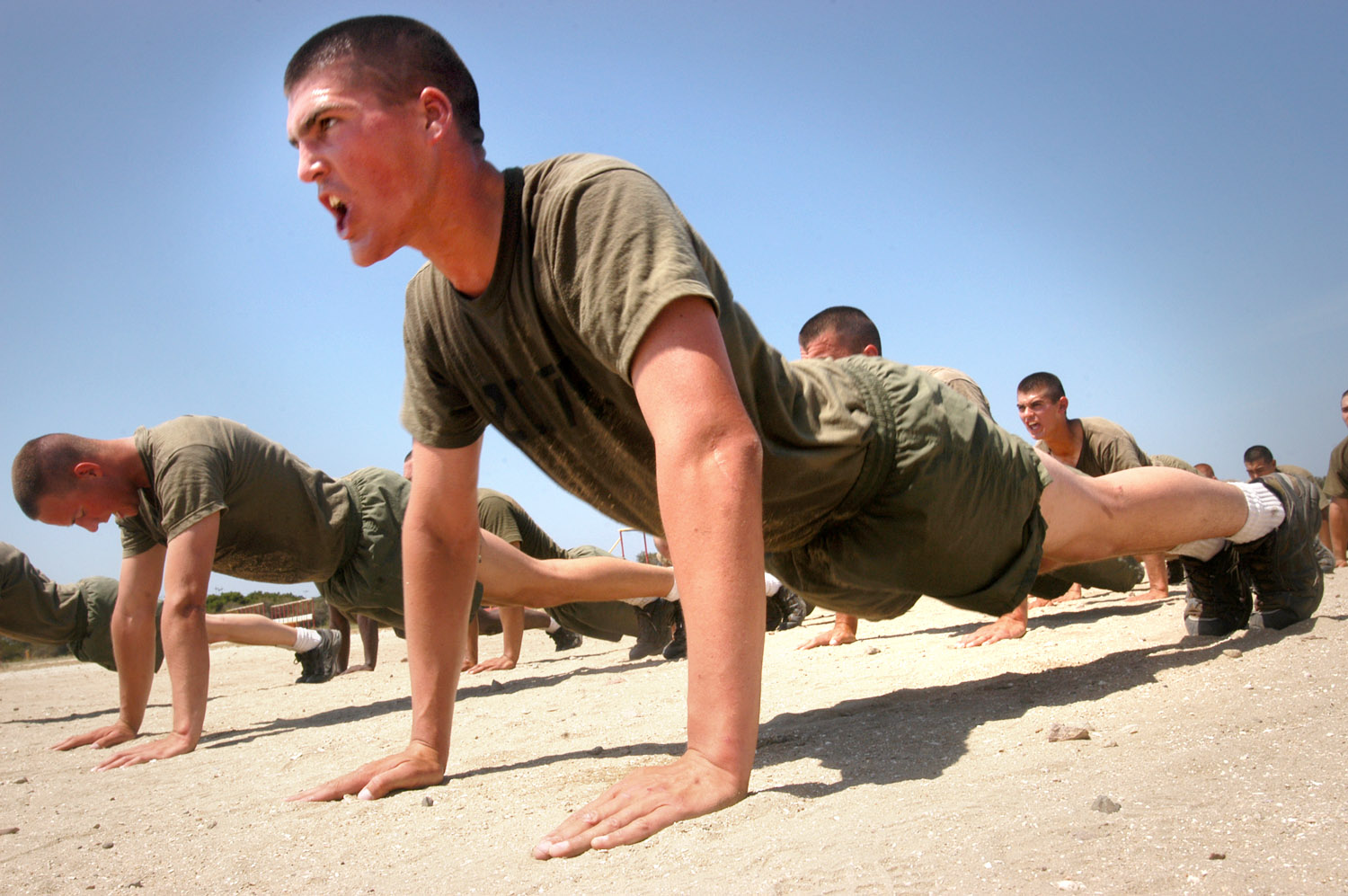
Flotări executate de recruți din Marina SUA: soldatul din prim plan are o poziție incorectă, cu privirea înainte

### Greșeli frecvente de execuție
- poziții cu capul nealiniat în prelungirea corpului: capul prea sus sau cu privirea înainte, sau cu bărbia prea în piept
- poziții cu corpul îndoit (în jos sau în sus), datorate necontractării de către executant a musculaturii abdominale și a spatelui.